# Новомихайловка (Хакасия)
Новомихайловка — село в Алтайском районе Хакасии, Россия.

## География
Находится в 55 км от райцентра — с. Белый Яр. В 18 км от села протекает р. Енисей. Расстояние до Абакана — 75 км, до ближайшей ж.-д. станции — 78 км.

## История
В годы столыпинской аграрной реформы (1905—1908) переселенцами из Западной Украины село было основано под названием Ляги. В 1909 (в день великомученика Михаила) село было переименовано в Новомихайловку (Н-Михайловское).

## Население
| 2002  | 2010  | 2012  | 2013  | 2014  | 2015  | 2016  |
| ----- | ----- | ----- | ----- | ----- | ----- | ----- |
| 860   | ↗1011 | ↗1038 | ↘1010 | ↗1028 | ↘1007 | ↗1014 |
| 2017  | 2018  | 2019  | 2020  | 2021  |       |       |
| →1014 | ↗1034 | ↘1012 | ↘1000 | ↘777  |       |       |

Население — 821 чел. (01.01.2004), в том числе русские, немцы, хакасы, украинцы, мордва, чуваши, татары и др.

## Инфраструктура
В селе имеются средняя общеобразовательная школа, ДК, памятники погибшим в ВОВ землякам.
Телебашня Радиотелецентра РТРС — в десятке самых высоких в республике.

Основные предприятия — ЗАО «Новомихайловское» (бывший совхоз «Н-Михайловское») — многоотраслевое хозяйство: производство продуктов раст-ва и жив-ва.
Новомихайловский совхоз

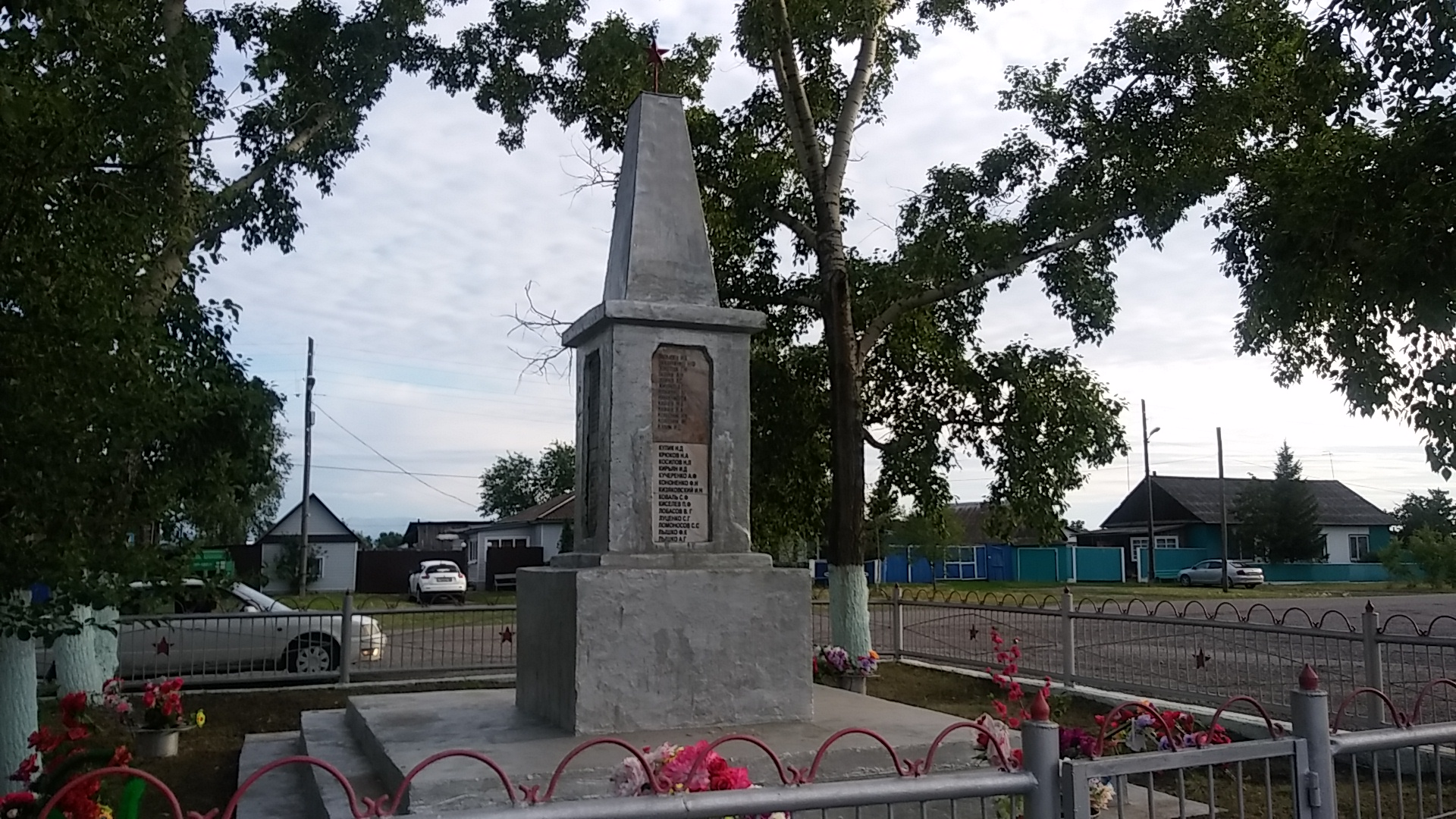
Памятник павшим в годы Великой Отечественной войны

1930 в с. Новомихайловка существовали 2 колхоза — «Верный путь» и «Им. Кирова». В 1950 в результате их укрупнения образовался колхоз «Им. Кирова». В 1972 на его базе был образован совхоз «Новомихайловский». В 1994 преобразовался в АОЗТ «Новомихайловское», в 2002 — в ЗАО «Новомихайловское». Центральная усадьба размещается в с. Новомихайловка, к-рое расположено в 40 км от райцентра с. Белый Яр и в 62 км от Абакана. ЗАО «Новомихайловское» имеет 2 осн. отрасли — жив-во и раст-во. Общая земельная пл. составляет 10698 га, в том числе: сельхозугодий — 8846, из них пашни — 5660, сенокосы — 721, пастбища — 2461 га. В ср. за 1986-90 была получена урожайность зерновых в 18,4 ц/га. Наивысш. — 23,2 ц/га в 1989, кукурузы — 335 ц/га. Х-во содержало в 1988 КРС — 3000, овец — 10001, лошадей — 272. Наивысш. продуктивность на 1 фур. корову в 2741 кг достигнута в 1990, а настриг шерсти с овцы — 5,23 кг в 1985. Рентабельность составляла — 31,5 %. Числ. работников — 285 чел. За высокие показатели в произ-ве с.-х. продукции х-во неоднократно награждалось почётными грамотами и переходящими красными знаменами. Руководители: пред. колхозов: Т. Р. Назаренко, К. М. Ермак, П. И. Лущенко, И. К. Ермак; директора совхозов: Н. Н. Похабов, СИ. Солдатов, Р. С. Зарипов, Л. В. Павленко, З. А. Сабитов.
В настоящее время совхоза не существует.